# Tasznik pstry
Tasznik pstry (Miris striatus) – gatunek pluskwiaka z rodziny tasznikowatych i podrodziny Mirinae.
Ciało do 12 mm długie, smukłe. Klinik (cuneus) żółty do pomarańczowo-czerwonego. Reszta ciała z barwami brązową, czarną i żółtą. Odnóża żółtawo-pomarańczowe. Larwy mrówkopodobne, ciemne z żółtym wzorem i rudobrązowymi odnóżami.
Spotykany na drzewach liściastych, głównie dębach i głogach, gdzie poluje na małe owady oraz larwy i jaja chrząszczy i motyli.
Znany m.in. z większej części Europy (w tym Polski) oraz Wysp Kanaryjskich.